# 约翰·詹姆斯 (赛艇运动员)
约翰·詹姆斯（英語：John James，1937年9月21日—），英国男子赛艇运动员。他曾代表英国参加1964年夏季奥林匹克运动会赛艇比赛，获得男子四人单桨无舵手银牌。